# Перелески (Ярославская область)
Перелески — деревня в Переславском районе Ярославской области. Входит в состав Пригородного сельского поселения.

## История
Из Погоста родом мать братьев Старостиных Александра Степановна Старостина (дев. Сахарова). В Погосте родились второй и младший из братьев — Александр и Пётр соответсвенно. Здесь же до смерти отца Петра Ивановича Старостина (15.02.1920) от сыпного тифа братья проводили летнее время.
В 1977 г. Указом президиума ВС РСФСР деревня Погост переименована в Перелески.

## Население
| 1859 | 1905 | 1926 | 2007 | 2010 |
| ---- | ---- | ---- | ---- | ---- |
| 294  | ↗321 | ↗352 | ↘270 | ↘247 |